# Трње (Загреб)
Трње је традиционални део града и градска четврт у управном уређењу града Загреба.
Назив Трње долази од старог градског насеља уз Трњански пут.
Градска четврт је основана Статутом Града Загреба 14. децембра 1999. године, а у претходном управном уређењу постојала је и опшина истог имена.
По подацима из 2001. године површина четврти је 7,37 km², а број становника 45.267.
Четврт обухвата део Загреба јужно од железничке пруге, између Савске и Хеинзелове улице (некадашња општина се простирала на исток само до Држићеве), а северно од Саве. Уз високоурбанизована насеља новоградњи као што је Савица, налазе и Врбик, Мартиновка, Цветно насеље и Веслачко насеље, и Трње у ужем смислу (Старо Трње), као и Круге и Канал.
У четврти је смештен велики број високошколских установа, нпр. Факултет електротехнике и рачунарства, Филозофски факултет, Факултет машинства и бродоградње, Национална и универзитетска библиотека, као и Концертна дворана Ватрослав Лисински и Аутобуска станица.